# Мехді Гаєді
Мехді Гаєді (перс. مهدی قایدی, нар. 5 грудня 1998, Бушир) — іранський футболіст, нападник еміратського клубу «Аль-Іттіхад» (Кальба).

## Клубна кар'єра
Народився 5 грудня 1998 року в місті Бушир.
У дорослому футболі дебютував 2016 року виступами за команду «Іраняван», в якій провів один сезон, взявши участь у 29 матчах чемпіонату.  Більшість часу, проведеного у складі У складі, був основним гравцем атакувальної ланки команди. У складі У складі був одним з головних бомбардирів команди, маючи середню результативність на рівні 0,34 гола за гру першості.
Своєю грою за цю команду привернув увагу представників тренерського штабу клубу «Естеглал», до складу якого приєднався 2017 року. Відіграв за тегеранську команду наступні чотири сезони своєї ігрової кар'єри. Граючи у складі «Естеглала» також здебільшого виходив на поле в основному складі команди.
Згодом з 2021 по 2023 рік грав у складі команд «Аль-Аглі» (Дубай) та «Естеглал».
До складу клубу «Аль-Іттіхад» (Кальба) приєднався 2023 року. Станом на 14 січня 2024 року відіграв за команду з Кальби 12 матчів в національному чемпіонаті.

## Виступи за збірні
Протягом 2017–2018 років залучався до складу молодіжної збірної Ірану. На молодіжному рівні зіграв у 10 офіційних матчах, забив 2 голи.
У 2020 році дебютував в офіційних матчах у складі національної збірної Ірану.
| Дата       | Місто        | Господарі            | Результат | Гості          | Турнір                           | Голи | Примітки |
| ---------- | ------------ | -------------------- | --------- | -------------- | -------------------------------- | ---- | -------- |
| 8-10-2020  | Ташкент      | Узбекистан           | 1 – 2     | Іран           | товариський матч                 | -    | 75'      |
| 12-11-2020 | Сараєво      | Боснія і Герцеговина | 0 – 2     | Іран           | товариський матч                 | 1    | 84'      |
| 7-6-2021   | Ріффа        | Бахрейн              | 0 – 3     | Іран           | Відбір до ЧС 2022                | -    | 83'      |
| 11-6-2021  | Ріффа        | Камбоджа             | 0 – 10    | Іран           | Відбір до ЧС 2022                | 1    | 55'      |
| 15-6-2021  | Арад         | Іран                 | 1 – 0     | Ірак           | Відбір до ЧС 2022                | -    | 78'      |
| 7-9-2021   | Доха         | Ірак                 | 0 – 3     | Іран           | Відбір до ЧС 2022                | -    | 90+3'    |
| 12-10-2021 | Тегеран      | Іран                 | 1 – 1     | Південна Корея | Відбір до ЧС 2022                | -    | 90'      |
| 16-11-2021 | Амман        | Сирія                | 0 – 3     | Іран           | Відбір до ЧС 2022                | -    | 90'      |
| 13-6-2023  | Бішкек       | Іран                 | 6 – 1     | Афганістан     | CAFA Nations Cup 2023 - 1-й етап | -    | 68'      |
| 20-6-2023  | Ташкент      | Узбекистан           | 0 – 1     | Іран           | CAFA Nations Cup 2023 - Фінал    | -    | 46'      |
| 5-1-2024   | Кіш (острів) | Іран                 | 2 – 1     | Буркіна-Фасо   | товариський матч                 | -    | 46' 76'  |
| 9-1-2024   | Ер-Раян      | Іран                 | 5 – 0     | Індонезія      | товариський матч                 | 2    | 46'      |
| 14-1-2024  | Ер-Раян      | Іран                 | 4 – 1     | Палестина      | Кубок Азії 2023 - 1-й етап       | 1    | 46'      |
| Усього     |              | Матчів               | 13        |                | Голів                            | 5    |          |